# Bukinje
Bukinje (serbokroatisch-kyrillisch Букиње) ist eine Siedlung und ein Vorort von Tuzla. 

## Geschichte
Unmittelbar nach dem Ende des Ersten Weltkriegs wuchs die Suche nach Kohle stark an. Deswegen wurde kurz nach dem Krieg eine neue Grube eröffnet.

## Bevölkerung
Bukinje hatte laut der Volkszählung von 2013 663 Einwohner.
Die nationale Zusammensetzung 1991 betrug: 
- Kroaten: 285
- Jugoslawen: 253
- Bosniaken: 219
- Serben: 70
- Sonstige: 55
- gesamt: 882[2]

In Bukinje selbst befindet sich außerdem eine Siedlung der Roma.

## Sport
- Rudar, Fußballverein